# HEPA-филтър
HEPA-филтър (на английски: High Efficiency Particulate Air или на английски: High Efficiency particulate air) е филтър за отделяне на аерозолите във въздуха.
В зависимост от ефективността си на отделяне на тези аерозоли филтрите се делят на HEPA, ULPA (Ultra Low Penetration Air) и SULPA (Super ULPA). Тези наименования означават тяхната ефективност за отделяне на частици. Тези филтри се използват за отделяне от въздуха на вируси, фини прахови частици с малки размери, акари и техни отпадъци, частици дим, азбест, бактерии, токсичен прах и други.

## История
Този вид филтри е разработен за проекта „Манхатън“ през 1940 г., за да отделя опасни радиоактивни частици, независимо че не е имало достатъчно данни за тях. По-късно започват да се използват и в други области.

## Области на използване
Филтрите, отговарящи на този стандарт, се използват в много области, като медицина (за оборудване на операционни зали, отделения за интензивна терапия и лаборатории), в производството (направа на чисти стаи), в областта на ядрените технологии, в някои въздушни скрубери (устройства за пречистване на газообразни среди от примеси в различни технологични процеси), както и при автомобили, самолети и в жилища. Решаващо за избора на класа на филтъра е съответната му област на приложение. За класификация на пространствата в различни класове чисти помещения е използва EN ISO 14644.
В частност, за неиндустриални приложения (например за прахосмукачки) се предлагат много различни филтри, които, въпреки че имат в названието си HEPA, нямат техническите характеристики, отговарящи на европейските стандарти. Името HEPA-филтър се използва също така в индустрията, но извън областта на приложение на EN-стандартите. Обаче в тези случаи се използват твърде различни, частично несравними условия за изпитване.

## Конструкция и начин на работа
Филтърният материал при повечето въздушни филтри е стъкловлакнеста нетъкана материя и има диаметър на влакното 0,5 до 2 μm. За да се увеличи максимално площта на филтриране и намали относителната скорост на въздушния поток, тази филтърна материя се нагъва вълнообразно, без да се прекъсва. Между отделните вълни се поставят сепаратори, също вълнообразно оформени, за да може въздушният поток да натоварва равномерно цялата филтрираща повърхност. Този пакет от филтърна хартия и сепаратори се поставя в метална рамка или рамка от дървесни плоскости със стандартизирани размери.
Задържането на частиците във филтъра става по четири начина:
- Действие като сито: Големите частици се спират между влакната на филтърната материя поради малкото разстояние между влакната и големия размер на частиците. Този начин не се отнася за HEPA-филтрите. При тях обикновено преди този филтър има груб филтър за задържане на едрите частици.
- Инерция: По-големите частици, поради теглото си, не следват въздушния поток и продължават да се движат по инерция, не заобикалят влакното и се удрят в него, като остават да висят на него.
- Улавяне: По-малките частици, които следват въздушния поток около влакното, преминавайки много близко до влакното, остават на него да висят.
- Дифузионен ефект: Много малки частици (под 1 μm) не следват въздушния поток, а поради ударите си с въздушните молекули имат една подобна на брауновото движение траектория, блъскат се при това във влакната и се задържат върху тях.

## Класове филтри

### САЩ
Съгласно стандарта STD-3020-97 на DOE в САЩ, за да бъде един филтър HEPA, той трябва да отстранява от преминаващия през него въздух най-малко 99,97% от частиците с размер по-големи от 0,3 μm.